# Johnny Marajo
Pour les articles homonymes, voir Marajo.
Johnny Marajo est un footballeur français, international martiniquais, né le 12 octobre 1993. Il évolue au poste d'attaquant avec le Club franciscain en Régional 1 et avec la sélection de la Martinique.

## Biographie

### Carrière internationale
Il reçoit sa première sélection en équipe de Martinique le 26 décembre 2015, contre la Guadeloupe (victoire 2-0).
Il participe avec l'équipe de Martinique à la Coupe caribéenne des nations 2017.